# Sudoeste

Sudoeste.

Sudoeste (SO) é uma coordenada geográfica, situada na mediatriz entre o sul e o oeste. É um dos pontos colaterais da rosa dos ventos.